# 曾文鼎
曾 文鼎（ツェン・ウェンティン、英語: Tseng Wen Ting、1984年7月6日 - ）は、台湾出身のプロバスケットボール選手である。ポジションはセンター。身長202cm、体重90kg。

## 来歴
再興中學在学中の2000年バスケットボールアジアU-18選手権に出場。2001年高中籃球聯賽（High School Basketball League）優勝。
2001年、台湾代表に選出され、東アジア大会、アジア選手権に出場。以来代表で活躍を続けている。
2001年から実業団の裕隆に所属し、2001-02社會甲組籃球聯賽（社会人リーグ）で優勝。新人王受賞。
2003年に超級籃球聯賽（SBL）が発足した後も引き続き裕隆ダイナソーズに所属。2003-04シーズンから2009-10シーズンまでの7シーズンで6回ブロックショットリーグ1位となり、3度のリーグ優勝に貢献する。2009-10シーズンはMVPも受賞。
2011年2月、日本プロバスケットボールリーグ（bjリーグ）の大阪エヴェッサに移籍。
2011年9月より中国プロバスケットボールリーグの上海シャークスに所属

## 経歴
- 裕隆ダイナソーズ（2002年〜2011年） - 大阪（2011年） - 上海シャークス（2011年〜2018年）- 四川金強 - 臺北富邦勇士 - 新北中信特攻

## 受賞歴
- 2009-10レギュラーシーズンMVP
- 2004-05、2005-06チャンピオンシップMVP